# Via Aemilia

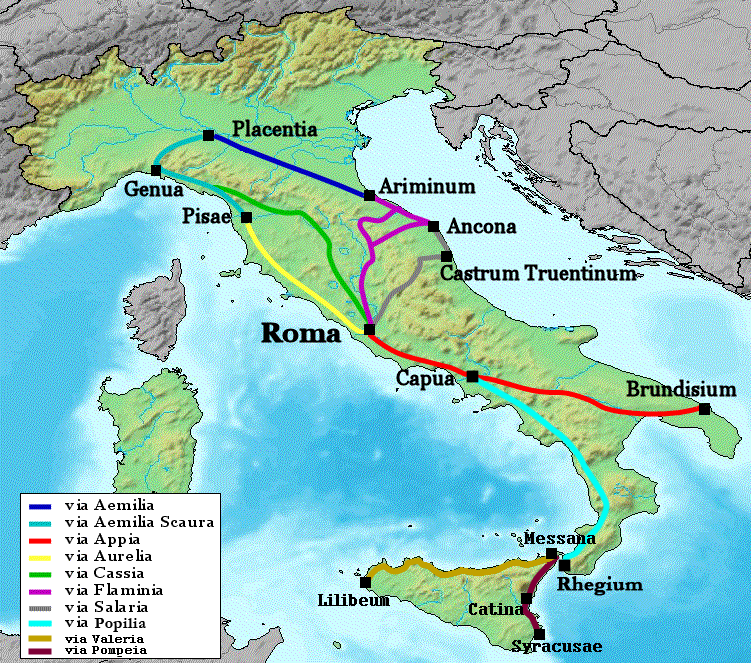
A római utak térképe

A Via Aemilia a Marcus Aemilius Lepidus római consul által Kr. e. 188-ban építtetni kezdett híres római út Ariminiumtól (Rimini) Bononián (Bologna), Mutinán (Modena) és Parmán át Placentiáig (Piacenza). Az út alapján ezt a vidéket már a rómaiak korában „Aemilia mellékieknek” nevezték. Aemilia nevét őrzi az itáliai Emilia tájegység, és az 1948-ban alakított modern Emilia-Romagna közigazgatási régió.
Az út építése egy újabb fontos kapcsolatot jelentett a Genuától (ma Genova) Aquileia, majd Pannonia felé továbbépített Via Postumiával, ugyanakkor elképzelhető, hogy a Via Postumiát és a Borostyánutat átszelve a Via Aemilia Altinata szakasza vezetett Aquincum felé.